# 卡拉什納 (科爾孫-舍甫琴柯夫斯基區)
49°24′11″N 31°18′28″E / 49.40306°N 31.30778°E
卡拉什納（烏克蘭語：Карашина）是位於烏克蘭中部的村莊，由切爾卡瑟州裡茲韋尼霍羅德卡區的塞利什切市鎮負責管轄。該村始建於十二世紀，面積1.58平方公里，海拔高度104米，2001年人口616，人口密度每平方公里389人。